# ラヒーム・モスタート
ドミニク・ラヒーム・モスタート（Dominique Raheem Mostert, 1992年4月9日 - ）は、アメリカ合衆国フロリダ州ニュースマーナビーチ出身のプロアメリカンフットボール選手。NFLのラスベガス・レイダースに所属している。ポジションはランニングバック。

## 経歴

### ハイスクール
高校時代は主にリターンスペシャリストとして活躍し、4年目のシーズンには39レシーブ、723レシーブ獲得ヤード、4つのレシービングTDを記録した。
フットボールと並行して陸上競技も行っており、100m走や300mハードルの選手として活躍した。
| 氏名 | 出身                                                         | 高校 / 大学                  | 身長                | 体重           | 40‡ | コミット日    |
| --- | ------------------------------------------------------------ | ---------------------------- | ------------------- | -------------- | --- | ------------- |
| ラヒーム・モスタート WR | ニュースマーナビーチ                                         | ニュースマーナビーチ高等学校 | 5 ft 11 in (1.80 m) | 183 lb (83 kg) | –   | 2011年1月14日 |
| ラヒーム・モスタート WR | リクルート スターレーティング: Scout: Rivals: 247Sports: N/A |                              |                     |                |     |               |
| 全リクルート順位: Scout: – (S) Rivals: – (WR), – (FL) |                                                              |                              |                     |                |     |               |
| - ‡ 40ヤード走を参照 - 注意: 多くの場合、Scout、Rivals、247Sports、ESPNの間で身長、体重、40ヤード走タイムが一致しない可能性がある。 - これらの場合、平均をとっている。ESPNグレードは100ポイントスケールに基づいている。 出典: - “2011 Team Ranking”. Rivals.com. 2023年12月8日閲覧。 |                                                              |                              |                     |                |     |               |

### カレッジ
パデュー大学に進学し、1年目の2011年シーズン、ウィスコンシン大学戦で5度のキックオフリターンで合計206ラン獲得ヤードを記録した。このシーズンは833リターン獲得ヤードを記録し、大学記録を更新した。
2014年シーズンはランニングバックとしての出場機会も増え、529ラン獲得ヤード、3つのラッシングTD、731リターン獲得ヤードを記録した。
大学でも陸上競技を続けており、2014年のNCAA陸上競技大会では100m走、200m走、400mリレー走の選手として出場した。

#### 個人成績
| 2011 | 12 | 16  | 108 | 6.8 | 2 | —  | —   | —   | — | 25 | 837   | 33.5 | 1 |
| 2012 | 8  | 16  | 85  | 5.3 | 1 | —  | —   | —   | — | 18 | 463   | 25.7 | 0 |
| 2013 | 12 | 11  | 37  | 3.4 | 0 | 1  | 6   | 6.0 | 0 | 11 | 258   | 23.5 | 1 |
| 2014 | 11 | 93  | 529 | 5.7 | 3 | 18 | 116 | 6.4 | 0 | 34 | 731   | 21.5 | 0 |
| 通算 | 43 | 136 | 759 | 5.6 | 6 | 19 | 122 | 6.4 | 0 | 88 | 2,289 | 26.0 | 2 |

### フィラデルフィア・イーグルス
| 身長                    | 体重           | 腕 の 長 さ       | 手 の 大 き さ   | 40Yrd ダ ッ シ ュ | 10Yrd ス プ リ ッ ト | 20Yrd ス プ リ ッ ト | 20Yrd シ ャ ト ル | 3 コ 丨 ン ド リ ル | 垂 直 跳 び      | 立 ち 幅 跳 び      | ベ ン チ プ レ ス |
| ----------------------- | -------------- | ----------------- | ---------------- | ----------------- | -------------------- | -------------------- | ----------------- | ------------------- | ---------------- | ------------------- | ----------------- |
| 5 ft 10+3⁄8 in (179 cm) | 195 lb (88 kg) | 30+7⁄8 in (78 cm) | 9+1⁄8 in (23 cm) | 4.38 s            | 1.49 s               | 2.54 s               | 4.30 s            | 6.90 s              | 40.0 in (102 cm) | 11 ft 0 in (3.35 m) | 20 回             |
| All values from Pro Day |                |                   |                  |                   |                      |                      |                   |                     |                  |                     |                   |

2015年のNFLドラフトでは指名がなく、ドラフト後にフィラデルフィア・イーグルスと契約した。開幕前のプレシーズンマッチではラン。レシーブの合計で351ヤードを記録するなど活躍したが、2015年9月4日に解雇され、プラクティス・スクワッドへ送られた。

### マイアミ・ドルフィンズ
2015年9月14日にマイアミ・ドルフィンズと契約した。第2週のジャクソンビル・ジャガーズ戦でNFLデビューし、キックオフリターンで57ヤードを記録した。10月13日に解雇され、プラクティス・スクワッドへ送られた。

### ボルチモア・レイブンズ
2015年10月14日にボルチモア・レイブンズと契約した。7試合で164リターン獲得ヤードを記録したが、12月15日に解雇された。

### クリーブランド・ブラウンズ
2015年12月16日にウェイバー公示を経てクリーブランド・ブラウンズへ移籍した。試合開始時のキックオフリターンを任され、309リターン獲得ヤードを記録した。
2016年3月7日にブラウンズと新たに1年契約を結んだが、9月4日に解雇された。

### ニューヨーク・ジェッツ
2016年9月6日にニューヨーク・ジェッツと契約し、プラクティス・スクワッドへ登録されたが、6日後に解雇された。

### シカゴ・ベアーズ
2016年9月13日にシカゴ・ベアーズツと契約し、プラクティス・スクワッドへ登録された。21日にアクティブロースターへ昇格し2試合に出場したが、10月3日に解雇され、再契約したものの11月24日に再び解雇された。

### サンフランシスコ・49ers
2016年11月28日にサンフランシスコ・49ersと契約し、プラクティス・スクワッドへ登録された。12月31日にアクティブロースターへ昇格し、第17週のシアトル・シーホークス戦に出場した。
2017年シーズンは30ラン獲得ヤード、87リターン獲得ヤードを記録した。
2018年シーズン、第6週のグリーンベイ・パッカーズ戦で87ラン獲得ヤードを記録した。第8週のオークランド・レイダース戦では86ラン獲得ヤード、キャリア初となるラッシングTDを記録した。シーズン全体では261ラン獲得ヤードを記録した。
2019年3月15日に49ersと3年間の契約延長に合意した。2019年シーズン、第2週のシンシナティ・ベンガルズ戦ではジミー・ガロポロのパスを受け、キャリア初となるレシービングTDを記録した。第13週のボルチモア・レイブンズ戦では146ラン獲得ヤードを記録した。

### ドルフィンズ復帰
2022年3月17日に古巣のドルフィンズと1年契約を結んだ。
2023年3月15日にドルフィンズと2年総額560万ドルで再契約した。2023年シーズンは15試合に先発出場して1,012ラッシングヤードを獲得。リーグ最多の18ラッシングTDを記録し、自身初のプロボウルに選出された。

### ラスベガス・レイダース
2025年3月19日、ラスベガス・レイダースと1年契約を結んだ。